# Ариеж
 Тази статия е за реката във Франция.  За департамента вижте Ариеж (департамент).  
Ариеж (на френски: Ariège) е река в Южна Франция с дължина 164 km. Тя извира от Пиренеите, тече на север и се влива в река Гарона.